# Élection présidentielle américaine de 2020 au Dakota du Sud
L'élection présidentielle américaine de 2020, cinquante-neuvième élection présidentielle américaine depuis 1788, a lieu le 3 novembre 2020 et conduit à la désignation du x comme quarante-sixième président des États-Unis.
Au Dakota du Sud, les républicains l'emportent avec Donald J. Trump, comme prévu par les sondages.

## Résultats des élections au Dakota du Sud
| Candidat présidentiel | Vice-président   | Parti politique | Vote populaire | %      | Vote électoral |
| --------------------- | ---------------- | --------------- | -------------- | ------ | -------------- |
| Donald J. Trump       | Michael R. Pence | Républicain     | 261,043        | 61.77% | 3              |
| Joe Biden             | Kamala Harris    | Démocrate       | 150,471        | 35.61% | 0              |
| Jo Jorgensen          | Spike Cohen      | Libertarien     | 11,095         | 2.63%  | 0              |
| Autres                | /                | /               | <1000          | <0,01  | 0              |

## Analyse
|                                                | Comté(s)      | Pourcentage |
| ---------------------------------------------- | ------------- | ----------- |
| Comté le plus démocrate                        | Oglala Lakota | 88,9%       |
| Comté le moins démocrate                       | Haakon        | 9,2%        |
| Comté le plus républicain                      | Haakon        | 90,2%       |
| Comté le moins républicain                     | Oglala Dakota | 9,3%        |
| Comté républicain en 2016 et démocrate en 2020 | Ziebach       | /           |

On retrouve ici la même répartition géographique (voir carte) qu'en l'an 2000, à l’exception du comté de Ziebach, qui est justement le seul comté à avoir changé de majorité entre 2016 et 2020. Comme en 2016 ou en 2000, la correspondance des zones rouges et bleues avec celles des territoires indiens préservés est remarquable (voir cartes ci-contre).